# Flughafen Iwano-Frankiwsk

i7
i11
i13
Der Flughafen Iwano-Frankiwsk (ukrainisch Міжнародний аеропорт „Івано-Франківськ“ Mischnarodnyj aeroport Iwano-Frankiwsk; russisch Международный аэропорт „Ивано-Франковск“ Meschdunarodny aeroport Iwano-Frankowsk, IATA-Code: IFO, ICAO-Code: UKLI) ist der internationale Flughafen der ukrainischen Stadt Iwano-Frankiwsk. Er befindet sich 4 km südwestlich von ihr und zählte 2019 fast 115.000 Passagiere. Der Flughafen befindet sich insgesamt auf einem Gebiet von 19,7 Hektar.

## Lage und Verkehrsanbindung
Der Flughafen befindet sich 4 km südwestlich vom Stadtzentrum Iwano-Frankiwsk entfernt und ist mit Bussen, O-Bussen, Linientaxis, Taxis und anderen Nahverkehrsmitteln gut zu erreichen. Er befindet sich an der Territorialstraße T–09–06, die von Bystryzja in den Karpaten bis ins Stadtzentrum von Iwano-Frankiwsk verläuft.
Der im Stadtzentrum gelegene Bahnhof von Iwano-Frankiwsk befindet sich 5 km vom Flughafen entfernt und ist genauso wie das Stadtzentrum, mit vielen Nahverkehrsmitteln zu erreichen.

## Geschichte

### Chronik
- Im Mai 1959 machte sich der erste Passagierflug mit einer IL-12 auf dem Weg nach Moskau.
- 1962: Am südlichen Rande der Stadt, im Dorf Opryschiwzi, baute man ein Gebäude am Flughafen, welches 1990 komplett umgebaut wurde.
- 1975 zählte der Flughafen 250.000 Fluggäste
- Ab dem 25. Dezember 1990 konnten aufgrund des Baus einer künstlichen Landebahn Flugzeuge erster Klasse in Iwano-Frankiwsk landen.
- 1992 bekam der Flughafen den Internationalen Status
- Am 22. Mai 1993 landete zum ersten Mal eine Boeing 737 in Iwano-Frankiwsk und eröffnete damit den internationalen Linienbetrieb.
- Am 24. Februar 2022, dem ersten Tag des russischen Überfalls auf die Ukraine, wurde der Flughafen laut Berichten von einer russischen Rakete getroffen.[1]

## Fluggesellschaften und Ziele
Der Flughafen wurde bis 2022 von verschiedenen Fluggesellschaften im Linienflug und im Charterflug bedient.

## Ausstattung
Der Flughafen verfügt über eine 2507 Meter lange und 44 Meter breite Start- und Landebahn mit Instrumentenlandesystem. Die Start- und Landebahn besteht aus Beton und nennt sich 10/28. Er besitzt zwar auch noch eine 1928 Meter lange Start- und Landebahn aus Beton, jedoch wird diese für militärische Zwecke genutzt. Seit 1992 besitzt der Flughafen außerdem Grenz- und Zollkontrollen und ist in der Lage 400 Passagiere in der Stunde abfertigen zu können.

## Verkehrszahlen
Der Flughafen erreichte folgende Verkehrszahlen:
| Jahr | Passagiere |
| ---- | ---------- |
| 2006 | 13.000     |
| 2007 | 32.500     |
| 2008 | 55.200     |
| 2009 | 96.000     |